# Muraena augusti
Muraena augusti са вид актиноптери от семейство Муренови (Muraenidae).
Те са незастрашен вид.
Таксонът е описан за пръв път от Йохан Якоб Кауп през 1856 година.